# Songhu (sockenhuvudort i Kina, Jiangxi Sheng, lat 27,91, long 116,47)
Songhu är en sockenhuvudort i Kina. Den ligger i provinsen Jiangxi, i den sydöstra delen av landet, omkring 100 kilometer sydost om provinshuvudstaden Nanchang. Antalet invånare är 17 001. Befolkningen består av 8 165 kvinnor och 8 836 män. Barn under 15 år utgör 30 %, vuxna 15-64 år 60 %, och äldre över 65 år 9,0 %.
Runt Songhu är det tätbefolkat, med 511 invånare per kvadratkilometer. Närmaste större samhälle är Fuzhou, 15,0 km väster om Songhu. Trakten runt Songhu består till största delen av jordbruksmark.
Genomsnittlig årsnederbörd är 2 563 millimeter. Den regnigaste månaden är juni, med i genomsnitt 466 mm nederbörd, och den torraste är oktober, med 21 mm nederbörd.